# Scotinotylus patellatus
Scotinotylus patellatus är en spindelart som först beskrevs av James Henry Emerton 1917.  Scotinotylus patellatus ingår i släktet Scotinotylus och familjen täckvävarspindlar. Inga underarter finns listade i Catalogue of Life.